# Браян Толедо
Браян Есек'єль Толедо (ісп. Braian Ezequiel Toledo; 8 вересня 1993 — 27 лютого 2020) — аргентинський легкоатлет, що спеціалізувався у метанні списа. Багаторазовий переможець і призер континентальних спортивних змагань, олімпієць.
Загинув у ДТП 27 лютого 2020 року, коли катався вночі на мотоциклі.

## Виступи на Олімпіадах
| Олімпіада           | Дисципліна    | Місце |
| ------------------- | ------------- | ----- |
| Лондон 2012         | метання списа | 30    |
| Ріо-де-Жанейро 2016 | метання списа | 10    |